# HD 164922
HD 164922とは、ヘルクレス座の7等星のG型主系列星である。暗すぎて肉眼での観測は不可能なため、双眼鏡や望遠鏡が必要である。地球から72光年離れている。年齢は134億年で、すぐに主系列星から進化し、赤色巨星になると予想される。HD 164922は、既知の恒星の中で最も古いものの1つであり、また天の川銀河の既知の多惑星系の中で最も古いものの1つである。

## 命名法
惑星の名称bは、発見の順序に由来する。bの名称は、特定の恒星の周囲を公転する最初の惑星に与えられ、その後にアルファベットの他の小文字が続く。HD 164922の場合、まずbと命名された1つの惑星が発見され、次にcと命名されたより内側を公転する惑星が発見された。HD 164922という名称は、その恒星がヘンリー・ドレイパーカタログにリストされた164,922番目の恒星であることを示すものである。

## 特徴
| 太陽 | HD 164922 |
| ---- | --------- |
| 太陽 | Exoplanet |

HD 164922は、太陽質量の約87%、半径の99%のG型主系列星である。温度は5293K、年齢は134億年である。それに比べて、太陽は5778K、約46億年である。
恒星には金属が豊富に存在しており、金属量（[Fe/H]）は0.16、つまり太陽の144%である。これは、HD 164922と同じくらい古い恒星にとっては特に奇妙である。その光度は太陽光度（L☉）の70%である。

## 惑星系
2006年7月15日、HD 164922の周囲を公転する公転周期の長い土星質量の太陽系外惑星 HD 164922 b が発表された。この惑星は、0.05の低い軌道離心率で恒星から2.11天文単位離れた位置を公転している。
ほぼ10年後の2016年に、最初の惑星よりも質量は小さいものの、別の太陽系外惑星 HD 164922 c が公転していることが発見された。この惑星の最小質量は地球の約13倍である。つまり、海王星のような惑星である可能性がある。
3番目の太陽系外惑星である温度の高いスーパー・アース HD 164922 d は2020年に発見され、4番目の太陽系外惑星 HD 164922 e は海王星サイズで2021年に発見された。
| 名称 （恒星に近い順） | 質量                 | 軌道長半径 （天文単位） | 公転周期 (日) | 軌道離心率         | 軌道傾斜角 | 半径 |
| --------------------- | -------------------- | ----------------------- | ------------- | ------------------ | ---------- | ---- |
| d                     | ≥4±1 M⊕              | 0.103±0.001             | 12.458±0.003  | 0.12+0.13 −0.08    | —          | —    |
| e                     | ≥10.52+0.99 −0.97 M⊕ | 0.2293+0.0026 −0.0027   | 41.763±0.012  | 0.086+0.083 −0.060 | —          | —    |
| c                     | ≥12.9 ± 1.6 M⊕       | 0.3351 ± 0.0015         | 75.765        | 0.07               | —          | —    |
| b                     | ≥0.360 ± 0.046 MJ    | 2.11 ± 0.13             | 1155 ± 23     | 0.08+0.06 −0.05    | —          | —    |